# Kowboj z Szanghaju
Kowboj z Szanghaju (ang. Shanghai Noon) – amerykańsko–hongkoński film fabularny z elementami humorystycznymi z 2000 roku, w reżyserii Toma Deya, w którym wystąpili m.in. Jackie Chan, Lucy Liu, Owen Wilson, Brandon Merrill.
Film zarobił 56 932 305 dolarów amerykańskich w Stanach Zjednoczonych, 2 298 246 funtów szterlingów w Wielkiej Brytanii, 1 750 000 dolarów singapurskich w Singapurze, 1 467 741 euro w Hiszpanii oraz 73 301 dolarów amerykańskich w Argentynie.

## Fabuła
Księżniczka Pei Pei (Lucy Liu) mająca swój dwór w Zakazanym Mieście w Chinach zostaje uprowadzona dla okupu na Dziki Zachód. Cesarz – jej ojciec – wysyła za nią gwardzistów, w tym Chona Wanga (Jackie Chan), do Ameryki Północnej ze skrzynią złota w celu ściągnięcia księżniczki z powrotem do Zakazanego Miasta.
Podczas podróży pociągiem przez Dziki Zachód zostaje on napadnięty przez rabusiów, wtedy ginie również wuj Chona. Główny bohater szybko pokazuje rabusiom, że zadarli nie z tą osobą co trzeba. Mimo przepędzenia bandytów skrzynia ze złotem znika.
W czasie drogi do Carson City w stanie Nevada spotyka go kilka przygód, na miejscu poznaje szefa opryszków, Roya O'Bannona (Owen Wilson), którzy zaatakowali pociąg. Okazuje się jednak, że ten odłączył się od bandy, chcąc nie chcąc Wang zaprzyjaźnia się z nim razem próbując uwolnić księżniczkę Chin z rąk bandytów.

## Nagrody i nominacje
W 2001 roku podczas 33. edycji American Cinema Editors Richard Chew był nominowany do nagrody Eddie w kategorii Best Edited Feature Film - Comedy or Musical. Podczas 8. edycji Blockbuster Entertainment Awards Lucy Liu zdobyła nagrodę Blockbuster Entertainment Award w kategorii Favorite Supporting Actress - Action, Jackie Chan i Owen Wilson byli nominowani do tej nagrody w kategorii Favorite Action Team (Internet Only). Podczas 5. ceremonii wręczenia Satelitów Owen Wilson był nominowany do nagrody Golden Satellite Award w kategorii Best Performance by an Actor in a Supporting Role, Comedy or Musical. Podczas 1. edycji World Stunt Awards Andy Cheng był nominowany do nagrody Taurus Award w kategorii Best Fight i Best High Work, Brent Woolsey był nominowany w kategorii Best Specialty Stunt. Lauro Chartrand, Jim Dunn, Michael Langlois, Charles Andre, Reg Glass, Gerald Paetz, Marny Eng, Jim Randle, Mike Vézina, Yuen Biao, Mike Mitchell, Shayne Wyler, Jim Finkbeiner, Brent Woolsey, Dave Hospes, Alex Green, David McKeown, Fred Perron, Trish Schill, Jerri Phillips, Corry Glass, Bud Hamilton, Gang Wu, Baker James, Tom Glass, Roger Lewis, Shawn C. Orr, Greg Schlosser, Ron Robinson, Eric Bryson, Brad Loree, Kim Wiesner, Chung Chi Li, Bradley James Allan, Jim Shield oraz Andy Cheng byli zbiorowo nominowani w kategorii Best Fight.